# おかみさん平成場所
『おかみさん平成場所 新米内儀わかばの相撲部屋奮闘記』（おかみさんへいせいばしょ しんまいおかみわかばのすもうべやふんせんき）は、一丸の漫画。
相撲部屋を舞台にした作品で、「ビッグコミックオリジナル」（小学館）2011年21号（11月5日号、10月20日発売）より不定期で連載され、2013年18号（9月20日号、9月5日発売）掲載の第16話で第一部完結となった。単行本は小学館ビッグコミックスから2巻が刊行されている。
同作者が1990年から1999年にかけて同誌に連載した『おかみさん 新米内儀相撲部屋奮闘記』の続編に相当する（なお、前作が連載されていたのも平成時代である）。

## 概要
相撲に縁がなかった一般女性が、夫である元力士が親方になったためいきなり相撲部屋の「おかみさん」となるという基本的なプロットは前作と同様であるが、本作の舞台となる御杉部屋は、元々名門でありながら、八百長問題によって先代親方と主要力士が一挙に抜けてしまい、没落してしまった設定である。スキャンダルにより相撲人気に陰りが出てきた中で、ゆとり世代の弟子たちと共に部屋を立て直そうと奮闘する主人公を描く。
前作の舞台となった春日部屋は御杉部屋の同門であり、前作の主人公である山咲はつ子はベテランのおかみさんとして登場している。

## 主な登場人物
- 山田若菜
相撲界に全く縁がなかったが、夫が御杉親方となったため突然おかみさんになってしまう。夫が気弱なため、その分自分ががんばらないといけないと気負うが、空回りも目立つ。
- 御杉親方
若菜の夫。引退後は相撲界から縁が切れるはずであったが、八百長問題で部屋の主要力士がいなくなってしまったため急遽親方に抜擢される。自他共に認める「タナボタ」親方であり、現役時代は前頭11枚目止まりだったこともあり、弟子や部屋付き親方に対して強く出ることができない気弱な性格。

## 単行本
- 一丸『おかみさん平成場所』 小学館（ビッグコミックス）、既刊2巻
  1. 2013年2月28日発売、ISBN 978-4091850232
  2. 2013年12月27日発売、ISBN 978-4091857248